# أيدي ادامز
أيدي ادامز (بالإنجليزية: Eadie Adams)‏ (8 أغسطس 1907 - 30 مارس 1983) ممثل أفلام أمريكي ظهر في عدة أفلام في الفترة بين 1935 و 1937 .

## روابط خارجية
- أيدي ادامز على موقع IMDb (الإنجليزية)
- أيدي ادامز على موقع تيرنر كلاسيك موفيز (الإنجليزية)
- أيدي ادامز على موقع قاعدة بيانات الفيلم (الإنجليزية)